# Zions Bancorporation
Zions Bancorporation, NA (National Association) är en amerikansk bankkoncern som erbjuder olika sorters finansiella tjänster till kunder i elva delstater i Arizona, Colorado, Idaho, Kalifornien, Nevada, New Mexico, Oregon, Texas, Utah, Washington och Wyoming.

## Historik
Den grundades den 10 juli 1873 som en sorts sparbank med namnet Zion's Savings Bank and Trust Company under ledning av Brigham Young, ledaren för Jesu Kristi Kyrka av Sista Dagars Heliga. Banken var den första sparbanken som grundades i Utahterritoriet. 1929 drabbades USA och världen av den stora depressionen och tre år senare tog sparare ut $1,5 miljoner (2019: $28,1 miljoner) mellan 15 och 17 februari 1932. Den 16 februari gick Jesu Kristi Kyrka av Sista Dagars Heligas ledare Heber J. Grant ut och försökte mana till lugn för oroliga bankkunder och satte upp en skylt vid banken med texten: "[The bank] is in a very strong, clean, liquid condition. It can pay off every depositor in full. Fear of its failure is not only without foundation, but positively foolish. There is not a safer bank in the State or the Nation.". Det gav effekt och bankkunderna återvände och satte in mer än vad som togs ut när februarimånad var över. Detta ledde till att banken klarade sig från eventuell kollaps under rådande lågkonjunktur. Den 31 december 1957 fusionerades Zion's med Utah Savings and Trust Company och First National Bank of Salt Lake City och fick namnet Zions First National Bank. I början av 1960 uppkom det diskussioner inom Jesu Kristi Kyrka av Sista Dagars Heliga om att distansera sig från bankrörelsen och den 22 april sålde man en majoritetsaktiepost i Zions till Keystone Insurance and Investment Company. Den 17 februari 1961 grundade Keystone holdingbolaget Zions First National Investment Company i Nevada för att vara ett holdingbolag till bankkoncernen. 1965 bytte holdingbolaget till Zions Bancorporation. Den 1 oktober 2018 fusionerades holdingbolaget med bankkoncernen och fick sitt nuvarande namn.